# Барат Шакінська
Барат Габіб кизи Шакінська (азерб. Barat Həbib qızı Şəkinskaya; 28 червня 1914, Шуша — 14 січня 1999 року) — азербайджанська і радянська актриса театру і кіно, народна артистка Азербайджанської РСР (1949). Була одружена з народним артистом СРСР Мехті Мамедовим, мати кіноактора і театрального режисера Ельчіна Мамедова.

## Життєпис
Барат Шакінська народилася 28 червня 1914 року в Шуші в родині бека. Її мати Гевхар-ханум була племінницею азербайджанського письменника і драматурга Абдуррагіма бека Ахвердова. Батько — Хабіб хан. Вперше в 1920 році зіграла дитячу роль в постановці «Шабих».
Першу свої освіту Барат здобула в Шуші. 21 серпня 1920 року її мати разом з дітьми переїхала до Агдама, а в 1923 році до Гянджи. У 13 років Барат брала участь у жіночому драматичному гуртку Гянджі.
У 1927 році вона вступила до Педагогічної школи Гянджі, яку закінчила у 1930 році. Відразу ж приступила до педагогічної діяльності у селищі Саркар
У 1933 році Барат Шакінська починає грати в трупі Тюркського робітничого театру Гянджі. З 1935 року грає в Азербайджанському академічному драматичному театрі. Барат Шакінська стала першою азербайджанською актрисою, яка грала чоловічі ролі. Запам'яталися зіграна нею роль Кості в Гянджинському театрі, а також зіграна в 1934 році в Баку роль Наполеона. Актриса грала і дитячі ролі. Останню свою дитячу роль, роль семикласниці Назли у п'єсі Рза Тахмасіба «Квітучі мрії» вона зіграла в 37 років.
В 1935 році за ініціативою народного артиста Азербайджану Мустафи Марданова Барат Шакінська брала участь у радіопередачах.
У 1940 році відзначена званням заслуженої артистки Азербайджанської РСР, а в 1949 році стала народною артисткою Азербайджанської РСР.
Померла актриса 13 січня 1999 року.

### Родина
Барат Шакінська тричі виходила заміж. У 1931 році виходить заміж за режисера Мир Ібрагіма Гамзаєва, у шлюбі з яким у пари в 1932 році народжується дочка Солмаз Гамзаєва, яка пізніше стане режисером. У 1933 році пара розлучилася.
У 1936 році Барат виходить заміж за Шамсі Бадалбайлі, режисера академічного театру. У пари народилася дочка Ровшана Бадалбайлі. Вони розводяться в 1943 році, після чого Барат повертається до Гянджі.
В 1944 році виходить заміж за головного режисера Державного драматичного театру Гянджі Мехті Мамедова. У 1946 році у пари народжується син Ельчин Мамедов, який пізніше став кіноактором і театральним режисером.

## Фільмографія
- 1955 — Зустріч — Шовкет
- 1956 — Не та, так ця — Сенем[6]
- 1957 — Під спекотним небом — дружина Сардарова
- 1958 — Тіні повзуть — секретарка
- 1961 — Дивна історія — Тукязбан
- 1962 — Телефоністка — мати Закіра
- 1978 — Чоловік у домі — мати Ровшана
- 1980 — Його бідова любов — бабуся

## Пам'ять
- У 2014 році в Баку відзначили 100-річний ювілей Барат Шакінської[7].